# Lars-Erik Moberg
Lars-Erik "Zeke" Moberg, född 7 augusti 1957 i Katrineholm, är en svensk kanotist som tävlade under 1980-talet. Moberg tävlade i tre olympiader, han vann tre silvermedaljer i Olympiska sommarspelen 1984 i Los Angeles på distanserna K-1 500 m, K-2 500 m och K-4 1000 m.  
Moberg vann också åtta VM-medaljer, två guld: K4-1000 m 1982 och 1985, två silver: K4-500 m 1981 och K4-1000 m 1987 och fyra brons: K1-500 m 1981 och 1982, K4-500 m 1982 och 1985. 
Moberg är Stor grabb nummer 75 på Svenska Kanotförbundets lista över mottagare för utmärkelsen Stor kanotist.